# 1034년

## 연호
- 북송(北宋) 경우(景祐) 원년
- 요(遼) 중희(重熙) 3년
- 일본(日本) 조겐(長元) 7년
- 서하(西夏) 현도(顯道) 3년 / 개운(開運) 원년 / 광운(廣運) 원년
- 리 왕조(李朝) 티엔타인(天成) 7년 / 통투이(通瑞) 원년

## 기년
- 고려(高麗) 덕종(德宗) 3년
- 북송(北宋) 인종(仁宗) 12년
- 요(遼) 흥종(興宗) 4년
- 서하(西夏) 이원호(李元昊) 3년
- 리 왕조(李朝) 태종(太宗) 7년

## 사건
- 덕종이 자식없이 19세의 나이로 요절함.
- 동생 평양군 형이 17세의 나이로 왕위에 오름. 고려 10대 국왕 정종.

## 탄생
- 영국 철학자 안셀무스 (1033년이라는 설도 있음)

## 사망
- 고려 9대 국왕 덕종